# Shane Gould
Shane Elizabeth Gould AM, MBE (* 23. November 1956 in Sydney) ist eine ehemalige australische Schwimmerin.
Bereits als 14-Jährige holte Gould den Weltrekord über 100 m Freistil in 58,9 Sekunden, als 15-Jährige war sie die erfolgreichste Schwimmerin bei den Olympischen Spielen 1972 in München. Sie galt als weibliches Pendant zu dem amerikanischen Schwimmer Mark Spitz und gewann die Goldmedaillen über 200 m und 400 m Freistil sowie über 200 m Lagen jeweils in Weltrekordzeit. Außerdem gewann sie die Silbermedaille über 800 m Freistil und die Bronzemedaille über 100 m Freistil. Der australische Teenager schwamm sich damit in die Herzen der Münchener Zuschauer.
Shane Gould ist bis heute die einzige Schwimmerin, die gleichzeitig die Weltrekorde auf allen Freistilstrecken von 100 m bis 1500 m hielt. Insgesamt schwamm sie zwischen 1971 und 1973 13 Weltrekorde. Sie begann ihre internationale Karriere im Alter von 13 Jahren und beendete ihre Karriere nach den Olympischen Spielen von München im Alter von nur 16 Jahren. Im Jahr 1977 wurde sie in die Ruhmeshalle des internationalen Schwimmsports aufgenommen.
1979 war sie als Disco-Sängerin aktiv mit einer Coverversion des Peter-Griffin-Hits Spiderman.
Bei den Olympischen Spielen 2000 in Sydney war sie neben Betty Cuthbert, Raelene Boyle, Dawn Fraser, Shirley Strickland de la Hunty und Debbie Flintoff-King eine von sechs herausragenden Frauen der australischen Sportgeschichte, die die Fackel mit dem olympischen Feuer durch das Rund des Olympiastadions trugen, ehe Cathy Freeman die Flamme entzündete.
Der Asteroid (25058) Shanegould wurde nach ihr benannt.

## Autobiographie
- Tumble Turns, HarperCollins Publishers Australia, 2003.